# Врагова, Светлана Александровна
Светла́на Алекса́ндровна Вра́гова (урождённая Гюрджа́н; род. 31 марта 1953, Ереван, СССР) — советский и российский театральный режиссёр, актриса. Основатель и первый художественный руководитель московского драматического театра «Модернъ» (1987—2016). Народная артистка Российской Федерации (2003).

## Биография
Родилась 31 марта 1953 года в Ереване. Детство прошло в Москве, в Хохловском переулке. Её отец — Александр Степанович Гюрджянц был генералом-лейтенантом внешней разведки КГБ СССР, а мать Софья Захаровна работала редактором и переводчиком.
В семье, кроме Светланы, есть ещё брат Ерванд (род. 1950).
Свой первый спектакль «Весенние перевёртыши» поставила в студенческие годы по повести Владимира Тендрякова в Кировском областном театре юного зрителя им. Н. Островского.
В 1976 году окончила режиссёрский факультет ГИТИСа (мастерская Юрия Завадского).
Ставила спектакли в Шадринском драматическом театре, Московском драматическом театре имени А. С. Пушкина, Московском Новом драматическом театре, МХТ имени А. П. Чехова.
В 1987 году на основе последнего выпускного курса Михаила Царёва в ВТУ имени М. С. Щепкина создала московский драматический театр «Модернъ», где в начале была главным режиссёром, а с 11 декабря 1990 по 6 декабря 2016 — первым художественным руководителем.
В 1990 году в американском городе Чикаго прошли триумфальные гастроли спектакля «Дорогая Елена Сергеевна», а в 2000 году во французском Марселе — успешные гастроли спектаклей «Счастливое событие» и «Петля».
С 1999 по 2001 год являлась членом Совета при президенте Российской Федерации по культуре и искусству.
В 2007 году стала лауреатом почётной премии «Женщина, меняющая мир» Международного женского форума, которой ранее удостаивалась экс-премьер-министр Великобритании Маргарет Тэтчер, актриса Одри Хепбёрн, космонавт Салли Райд.
7 декабря 2016 года Департамент культуры города Москвы расторг с ней трудовой договор «в связи с многочисленными нарушениями в ведении финансовой и хозяйственной деятельности».
Светлана Врагова прошла через пять судов и в декабре 2020 года добилась публикации опровержения на сайте Департамента культуры города Москвы.

### Личная жизнь
Муж — Валентин Семёнович Врагов (1942—2013), однокурсник Светланы, племянник Петра Машерова, режиссёр театра, кино и телевидения.

## Творчество

### Режиссёрские работы
Кировский областной театр юного зрителя им. Н. Островского
- 1974 — «Весенние перевёртыши» В. Ф. Тендрякова

Шадринский драматический театр
- 1975 — «Ковалёва из провинции» И. М. Дворецкого

Московский драматический театр имени А. С. Пушкина
- 1978 — «Пятый десяток» А. А. Белинского[11]
- 1979 — «Ждём человека» Р. Х. Солнцева

Московский Новый драматический театр
- 1982 — «Унтиловск» Л. М. Леонова
- 1984 — «Монолог на городской площади» Г. И. Зубкова
- 1986 — «Отель "Забвение"» Р. Ибрагимбекова

Московский драматический театр «Модернъ»
- 1988 — «Дорогая Елена Сергеевна» Л. Н. Разумовской
- 1990 — «...Ищет встречи!» по произведениям А. П. Чехова, М. М. Жванецкого, И. М. Губермана, Н. Р. Эрдмана, С. А. Враговой и др.
- 1990 — «Расплюевские весёлые дни» по пьесе А. В. Сухово-Кобылина «Смерть Тарелкина»
- 1990 — «Видео. Бокс. Пуля» Е. А. Козловского
- 199? — «Посмеёмся!»
- 199? — «Зайка-Зазнайка» С. В. Михалкова
- 199? — «Трусохвостик» С. В. Михалкова
- 1995 — «Катерина Ивановна» Л. Н. Андреева
- 1998 — «Счастливое событие» С. Мрожека
- 2001 — «Петля» Р. Ибрагимбекова (совместно с Рустамом Ибрагимбековым)
- 2002 — «Путешествие Маленького принца» А. де Сент-Экзюпери (совместно с Олегом Царёвым)
- 2005 — «Старый дом» А. Н. Казанцева
- 2012 — «Три поросёнка и серый волк» С. В. Михалкова (совместно с Олегом Царёвым)[12]
- 2013 — «Волшебная ночь» С. Мрожека (совместно с Олегом Царёвым)
- 2014 — «Фантазии» по пьесе А. Н. Соколовой «Фантазии Фарятьева»
- 2015 — «Он. Она. Они» Ю. М. Полякова (совместно с Олегом Царёвым)
- 2016 — «Золотой каньон» Р. Ибрагимбекова (совместно с Олегом Царёвым)

МХТ имени А. П. Чехова
- 2002 — «Священный огонь» С. Моэм[13]

### Роли в театре
Московский драматический театр «Модернъ»
- 1995 — «Катерина Ивановна» Л. Н. Андреева — Татьяна Андреевна, мать Катерины Ивановны и Вера Игнатьевна, мать Стибилёвых
- 2014 — «Фантазии» по пьесе А. Н. Соколовой «Фантазии Фарятьева» — тётя Павла Фарятьева

## Награды и звания
- 1994 — почётное звание «Заслуженный деятель искусств Российской Федерации» — «За заслуги в области театрального искусства»[14]
- 1998 — Премия Олега Табакова — «За успехи в "театральном строительстве"»[15]
- 2001 — Премия Мэрии Москвы за достижения в области театрального искусства — «За спектакль "Счастливое событие" С. Мрожека в Московском театре "Модернъ"»[16]
- 2003 — почётное звание «Народный артист Российской Федерации» — «За большие заслуги в области искусства»[17]
- 2007 — почётная премия «Женщина, меняющая мир» Международного женского форума[18]
- 2009 — Орден Дружбы[19]
- 2012 — Европейская золотая медаль и Почётный диплом Отдела культуры Европейской научно-промышленной палаты — «За большой вклад в театральное искусство»[20]
- 2013 — Памятная Золотая Медаль Сергея Михалкова[21][22]